# Schwedenpalais

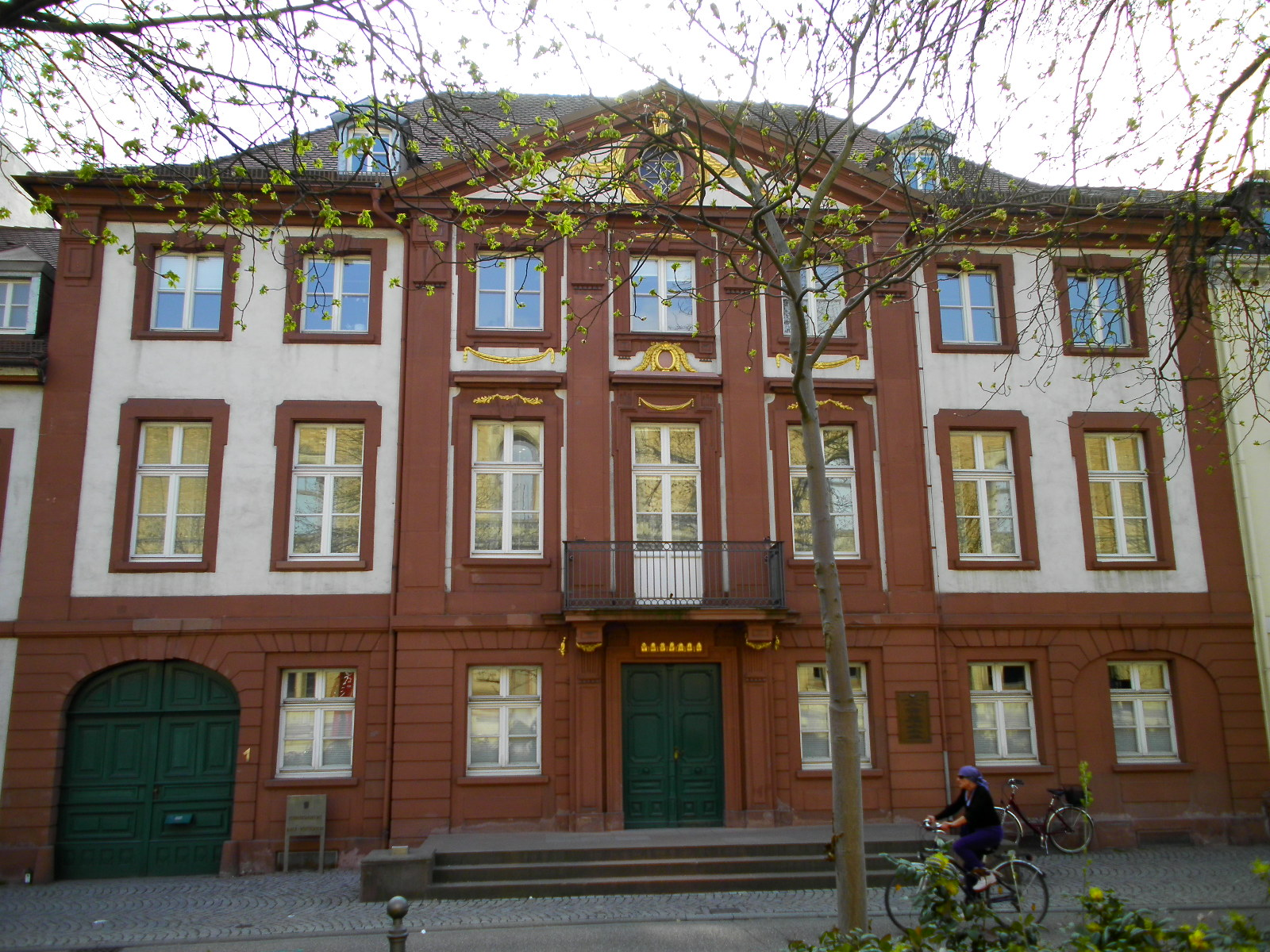
Schwedenpalais

Das Schwedenpalais ist ein repräsentatives Stadtpalais in Karlsruhe, das 1768–1770 von Johann Friedrich Weyhing für den markgräflichen Geheimen Hofrat Georg Ernst Ludwig von Preuschen von und zu Liebenstein erbaut wurde. Augenfällig ist seine fein ornamentierte Fassade im Louis-seize-Stil. Weiterhin charakterisieren die Toreinfahrt sowie die hohen Fenster der Beletage, eine Freitreppe und schließlich der Balkon als signifikante Bauelemente das Gebäude, das gegenüber der Staatlichen Kunsthalle steht.
Der Name „Schwedenpalais“ geht auf seine prominenteste Bewohnerin zurück: Friederike Dorothea von Baden (1781–1826), die Königin von Schweden und Schwester des Großherzogs Karl Ludwig von Baden, zog nach ihrer Entthronung in das Gebäude, wo sie sieben Zimmer der Beletage bewohnte. Möglich geworden war der Kauf durch eine Abfindungszahlung Schwedens, die das Land der Königsfamilie nach dem Sturz Napoleons angeboten hatte. Während König Gustav IV. Adolf, einst erbitterter Gegner Napoleons, die Zahlung ablehnte, nutzte die nunmehr von ihm getrennt lebende Königin Friederike die Abfindung, um sich und ihren Kindern die Wohnstatt in ihrer alten Heimat zu finanzieren. 1884 erfolgte dann die offizielle Benennung des Wohnhauses in „Schwedenpalais“.
Seit 1919 wird das Gebäude durch staatliche Behörden genutzt, heute ist das Schwedenpalais Sitz der Führungsakademie Baden-Württemberg.